# ATTAC
ATTAC（仏: Association pour la Taxation des Transactions pour l'Aide aux Citoyens、英: Association for the Taxation of Financial Transactions for the Aid of Citizens、アタック）とは、トービン税の実現を目指す社会運動団体。

## 背景
Action for a Tobin Tax to Assist the Citizenと元々呼ばれる、ATTACは、通貨投機におけるトービン税と呼ばれるものの導入を要求する単一の問題の運動だった。

### ATTACに反対するジェームズ・トービン
ケインジアン経済学者のジェームズ・トービンによるトービン税を促すようATTACは設立された。トービン自身はATTACが彼の名前を間違って使っているのを非難したことがあり、そして自らが何らATTACとは共通せず、「彼らは私の名前を誤用している。これらの運動が攻撃しているところのすべて」の―自由貿易の支持者であることを言った。

## 歴史
1997年12月、ル・モンド・ディプロマティークでイグナシオ・ラモネ編集長がトービン税の導入を提唱する記事を書く。これが反響を呼び、翌1998年6月にフランスでATTACが創設され、その後欧米各国などにも次々と広がり、欧州社会フォーラムなど大きな国際会議の開催時には各国から関係者が集まって各種運動を展開している。日本では2001年にATTAC JAPANが結成され、その後京都、北海道や名古屋などにも支部ができている。
ATTACの成果の一つとして挙げられるのが、航空税である。これは世界的に見た場合、航空機を利用できるような人間は富裕層に属するという観点から、旅行者1人あたりにつき数百円程度の税金を徴収し、この税金を貧困国への援助に充てるというものである。フランスではジャック・シラク大統領が提唱して2005年11月に導入が決まった。また、トービン税自体に対しても理解を示す政治家は増えており（特にEU諸国）、近い将来何らかの進展が期待出来ると言える。
2001年からは世界経済フォーラムに対抗し世界社会フォーラムを主宰する。
2001年、ソフィー賞を受賞した。

## 現状
ATTACは欧州などにおいて広く活躍し、またトービン税の導入という本来の目的の他にも、アルテルモンディアリスム関連の諸団体と連携を強めている。なお、日本ではよく反グローバリゼーション団体として紹介されるが、ATTACに限らずアルテルモンディアリスト（直訳すれば「もう一つの世界主義者」、another worldist）は世界各国市民の連帯を深めるような方向でのグローバリゼーション（たとえばSkypeによる全世界への無料通話）には賛成している点が、国粋主義者との大きな違いとして挙げられるとされる。ただ、先述のシラク仏大統領は中道右派の政治家で、移民制限等の施策にも否定的でないなど、明確な線引きは難しい。

## ネッスルゲート
2008年にATTACスイスは地方メディアから後にネッスルゲートと呼ばれるスキャンダルによって打撃を被った。2003年と2005年の間に、スイスの国際的な食品と飲料の会社のネッスルは、スイスATTAC支部を諜報するよう、外部の警備会社のセキュリタスAGと契約を結んだ。ATTACスイスがネッスルについて批判する本で活動するよう決めた時に、ネッスルは監視を始めた。